# Aedes contiguus
Aedes contiguus är en tvåvingeart som beskrevs av Edwards 1936. Aedes contiguus ingår i släktet Aedes och familjen stickmyggor. Inga underarter finns listade i Catalogue of Life.